# 大慈寺 (熊本市)
大慈寺（だいじじ）是位在日本熊本縣熊本市的曹洞宗寺院。山號「大梁山」（だいりょうざん）。本尊釋迦三尊、開山（初代住持）為寒巖義尹。也稱大慈禪寺，原本是曹洞宗的九州本山。

## 關連項目
- 道元

## 外部連結
32°44′00″N 130°41′22″E / 32.733278°N 130.689333°E